# Maciej Kuciapa
Maciej Kuciapa (ur. 23 listopada 1975 w Ropczycach) – polski żużlowiec.

## Kariera sportowa
Zadebiutował w rzeszowskiej Stali w 1992. W 1994 odniósł swój pierwszy sukces i zdobył Młodzieżowe Drużynowe Mistrzostwo Polski, jak okazało się rok później - dwa razy z rzędu. W 2005 roku awansował ze Stalą do Ekstraligi, będąc najlepiej punktującym Polakiem w I lidze. W tym samym roku wraz z Dariuszem Śledziem i Tomaszem Rempałą (rezerwowy) wywalczył na torze we Wrocławiu tytuł Mistrzów Polski Par Klubowych.  
W lidze od początku kariery do 2010 - poza epizodem w ZKŻ Zielona Góra (2001-2002) oraz RKM Rybnik-2008 związany z macierzystą Stalą Rzeszów. W sezonie 2019 pełni rolę trenera klubu Motor Lublin.

## Osiągnięcia
- Indywidualne Mistrzostwa Polski:
  - 2004 - 7. miejsce
  - 2010 - 6. miejsce
- Młodzieżowe Indywidualne Mistrzostwa Polski:
  - 1994 - 7. miejsce
- Mistrzostwa Polski Par Klubowych:
  - 2005 - 1. miejsce
  - 2010 - 2. miejsce
- Drużynowe Mistrzostwa Polski:
  - 1998 - 3. miejsce
- Młodzieżowe Drużynowe Mistrzostwa Polski:
  - 1994 - 1. miejsce
  - 1995 - 1. miejsce
  - 1996 - 2. miejsce
- Złoty Kask:
  - 2004 - 5. miejsce
- Srebrny Kask:
  - 1993 - 6. miejsce

sezon 2008 Śr/bieg 1,959 (I liga)
sezon 2007 Śr/bieg 1,250 (ekstraliga)
sezon 2006 Śr/bieg 1,309 (ekstraliga)
sezon 2005 Śr/bieg 2,320 (I liga)
sezon 2004 Śr/bieg 2,063 (I liga)
sezon 2003 Śr/bieg 2,270 (I liga)
sezon 2002 Śr/bieg 2,225 (I liga)

## Inne ważniejsze turnieje
| Osiągnięcia: | Osiągnięcia: | 8. miejsce (2005) | 8. miejsce (2005) | 8. miejsce (2005) | 8. miejsce (2005) |
| Sezon        | Miasto       | Msc               | Pkt               | Biegi             | Kluby             |
| 2005         | Gorzów Wlkp. | 8                 | 8                 | (1,2,1,1,3)       | Rzeszów           |

- Inne:
  - Trzykrotny zwycięzca Memoriału im. E.Nazimka (1999, 2002, 2003), drugie miejsce (2002), trzecie miejsce (2008)
  - Zwycięzca Memoriału im. Wiesława Pawlaka (2000)
  - 3. miejsce w Memoriale im. Zygmunta Pytki (2004)
  - 3. miejsce w Turnieju „Mistrz Świata Jerzy Szczakiel zaprasza” (2005, 2008)
  - Zwycięzca Turnieju Mikołajkowego w Częstochowie (2007)